# Bitwa nad Kolubarą

Mapa bitwy nad Kolubarą

Bitwa nad Kolubarą – bitwa I wojny światowej, stoczona w dniach 16 listopada – 15 grudnia 1914 roku, pomiędzy armią serbską a austro-węgierską.

## Przyczyny konfliktu
Porażka I i II ofensywy na Serbię sprawiło, że naczelne dowództwo austro-węgierskie zaczęło tracić zaufanie do dowódcy wojsk walczących z Serbami – Oskara Potiorka. Dzięki poparciu cesarza Potiorek utrzymał dowództwo na froncie serbskim i postanowił przeprowadzić trzecią ofensywę.
Osłabiona po bitwie nad Driną armia serbska, nękana przez artylerię austriacką z początkiem listopada wycofała się z równiny Mačva do podnóży góry Cer. 6 listopada Austriacy przekroczyli Drinę. Ich celem było przejęcie kontroli nad linią kolejową Obrenovac-Valjevo, kluczową dla zaopatrzenia oddziałów serbskich. Słabo uzbrojone oddziały serbskie zaczęły cofać się w kierunku Valjeva, były nadal silnie ostrzeliwane przez artylerię austriacką utraciły zdolność bojową, wobec czego Putnik zarządził odwrót nad rzekę Kolubarę. 15 listopada Austriacy zajęli Valjevo i pewnie ruszyli w pościg za wojskami serbskimi.

## Przebieg bitwy
Kontrolująca północną flankę austro-węgierska 5 armia zajęła Lazarevac, wypierając z miasta oddziały 2 armii serbskiej. W tym samym czasie na południu oddziały 6 armii uderzyły na pozycje 1 armii serbskiej, zdobywając 24 listopada kluczowe wzgórze Maljen, na południe od Valjeva. Kiedy część 5 armii przekroczyła rzekę Ljig, sytuacja oddziałów serbskich stała się niezwykle trudna i groziła okrążeniem.
Dowódca 1 armii serbskiej, gen. Živojin Mišić przedstawił głównodowodzącemu Radomirowi Putnikowi plan wycofania oddziałów na rubież wokół miasta Gornji Milanovac i po krótkim wypoczynku oddziałów przeprowadzenie kontrnatarcia. Putnik, w obawie o losy Belgradu zwlekał z zaakceptowaniem tego planu, ale ostatecznie wyraził zgodę. Marszałek Potiorek zamierzał otoczyć całość serbskiej 2 armii i zmusić ją do kapitulacji, nie wierząc w możliwości ofensywne oddziałów gen. Mišicia. Manewr okrążający wyczerpał oddziały austro-węgierskie, dając czas na reorganizację 1 armii serbskiej.
3 grudnia rozpoczęło się serbskie kontrnatarcie. Głównym celem ataku stał się austriacki 16 Korpus, który został odrzucony i poniósł ciężkie straty. Kontynuujące manewr okrążający jednostki nie były w stanie szybko wesprzeć rozbite oddziały 16 Korpusu. 5 grudnia oddziały 1 armii serbskiej zajęły strategiczne wzgórze Suvobor, kluczowe w systemie obrony oddziałów austro-węgierskich. Dzień później generał Potiorek nakazał odwrót, zaś próba odzyskania utraconego terenu 8 grudnia zatrzymała się na skutecznie bronionych pozycjach 2 armii serbskiej. Kontratak dowodzonej przez gen. Stepę Stepanovicia 2 armii pozwolił na odzyskanie Valjeva i wyparcie Austriaków za Sawę.

## Konsekwencje bitwy
W bitwie nad Kolubarą poległo 28 tysięcy żołnierzy armii austro-węgierskiej, rannych zostało ponad 100 tysięcy, do niewoli trafiło 76 tysięcy. Serbskie straty były nieco mniejsze (22 tysięcy zabitych). Serbowie przejęli ogromną ilość sprzętu wojskowego porzuconego przez nieprzyjaciela. Za niepowodzenie operacji kolubarskiej marszałek Potiorek został odsunięty, a jego miejsce zajął arcyksiążę Eugeniusz. Austro-Węgry musiały wstrzymać operacje przeciwko Serbii, ale działania wojenne 1914 naruszyły znacząco potencjał armii serbskiej.